# Профессиональное училище № 72 (Королёв)
ГОУ НПО Профессиональное училище № 72 (ПТУ № 72) — государственное образовательное учреждение основано 16 сентября 1976 года как учебное заведение для получения начального профессионального образования по строительным специальностям и специальностим для космической отрасли в г. Королёв (город). Учебный корпус располагается в микрорайоне Текстильщик г. Королёва.

## История
История создания ГПТУ-72 тесно связана с историей крупнейшего в стране строительного предприятия — Спецстроймонтажтреста Министерства общего машиностроения.
В начале 1970-х годов было принято решение — построить собственную кузницу кадров.
В отдалённом районе города Королёва, возле одной из старейших в Московской области фабрики «Передовая текстильщица», был отведён огромный кусок болотистой поймы реки Клязьмы и началось строительство. Основная нагрузка легла на плечи СМУ-1. На этом строительстве приобретал рабочую закалку нынешний заместитель главы города Королёва — Лаврентьев Г. А. Контролировал ход строительства заместитель министра Мазур Е. В., который часто приезжал на объект, проверял выделение денег и строил далеко идущие планы. Были построены современные учебные корпуса.
Открытие училища ПУ-72 состоялось 16 сентября 1974 года. Первым директором ПУ был Антон Семёнович Калабалин (сын С. А. Калабалина).
В настоящее время в ПУ производится набор групп на базе 9 и 11 классов средней школы с получением общего среднего и специального образования.
В ПУ-72 работают курсы для подготовки в ВУЗы, курсы сварочных технологий (точечная сварка), автокурсы, курсы дизайна. Проводится профессиональная подготовка, переподготовка кадров и повышение квалификации работников предприятий и незанятого населения. Обучение проходит по 20 профессиям: делопроизводство, бухгалтер, автомеханик, сварщик, водитель «В», «А», оператор ЭВМ, флористика и аранжировка, кузовные работы (жестяные), кузовные работы (малярные), основы бухучета, углубленное изучение физики и математики, резьба по дереву, Photoshop, соло на клавиатуре, основы графика и рисунка и др. (Лицензия А № 229695 рег.; 59361 от 22.12.2006 г.).
Курсовая подготовка. Курсы коррекции знаний по общеобразовательным дисциплинам. Специализированные курсы: «Садоводство для всех», «Делопроизводство», «Начальная компьютерная грамотность», «Флористика и аранжировка», специализированные программы «Соло на клавиатуре» и т. д.
В ПУ на базе сварочных мастерских проходят практику студенты Московских ВУЗов. В главном корпусе проведён капитальный ремонт.
За прошедшие годы Профессиональное училище № 72 подготовило более пяти тысяч рабочих основных строительных специальностей, в значительной мере определяя кадровый потенциал не только базового треста, но и строительных подразделений градообразующих предприятий, таких как РКК «Энергия», НПО измерительной техники, Конструкторское бюро химического машиностроения им. А. М. Исаева.
Училище имеет свидетельство о государственной аккредитации серия АА № 147992 рег.№ 2892 от 12 января 2009 года и лицензию на право ведения образовательной деятельности серия А № 229695 от 22 декабря 2006 г.
В здании училища есть большой актовый зал, компьютерный зал, мастерские, библиотека.
С 14 января 2014 года ПУ № 72 закрыт. Он объединился с ПЛ№ 26, ПУ № 89 и КМТ. И с 14 января в городе Королёве появился «Профессиональный техникум имени С. П. Королева».
А с 2 сентября 2015 года «Профессиональный техникум имени С. П. Королева» объединился с ПУ № 130 (г. Ивантеевка) и переименовался в ГБПОУ МО «Техникум имени С. П. Королева».

## Специальности
- столяр
- отделочник
- сварщик
- автомеханик

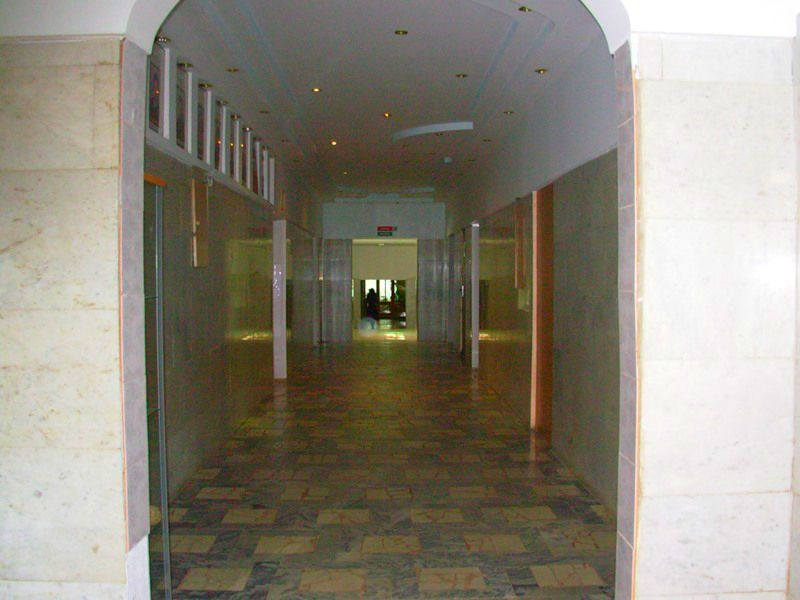
В здании ПТУ № 72, 2012 год

- мастер по обработке цифровой информации, оператор ЭВМ
- мастер цветочного хозяйства и озеленения, флорист

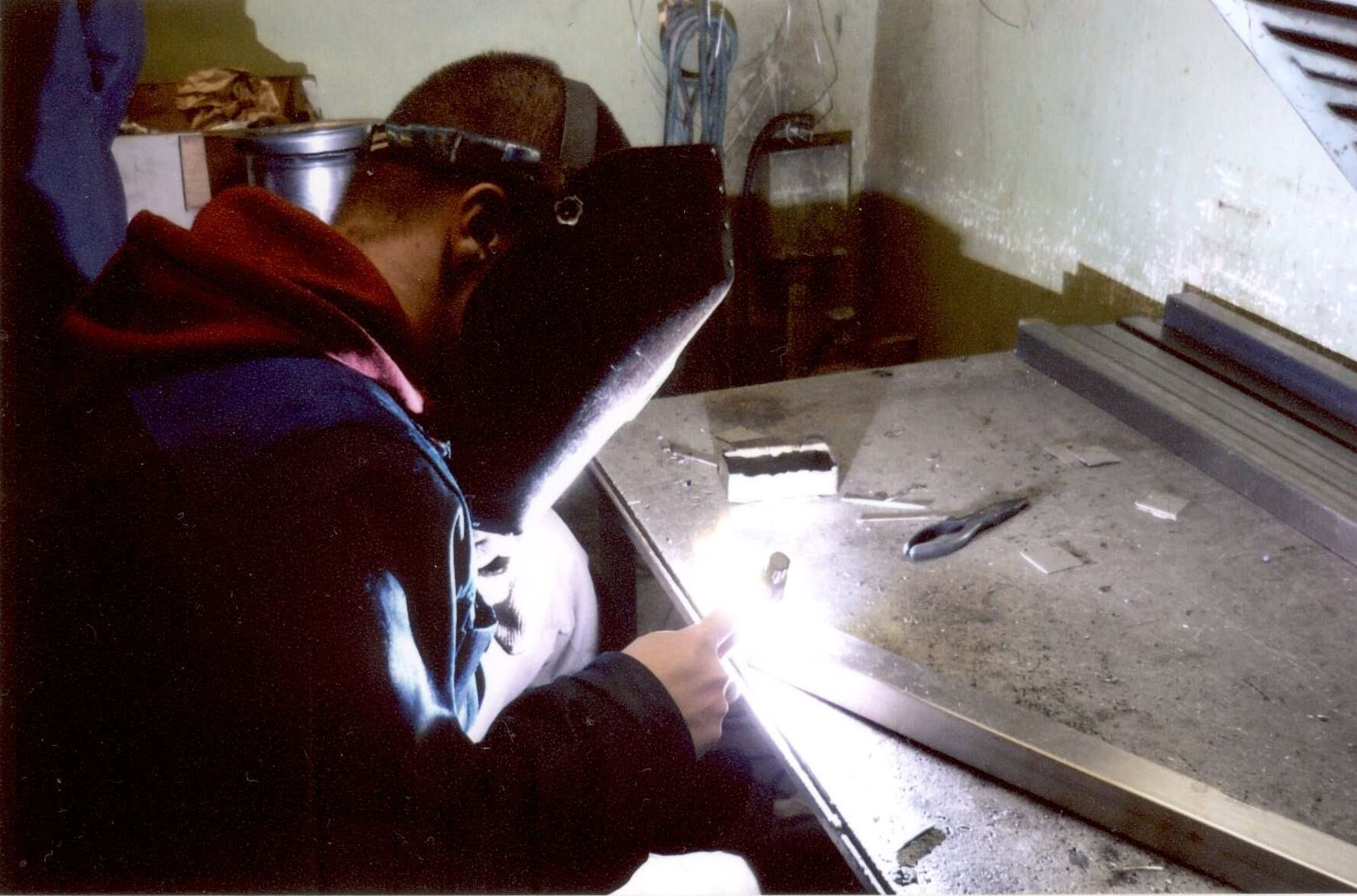
В лаборатории сварки ПТУ-72

- экономист